# سيارة متوسطة الحجم

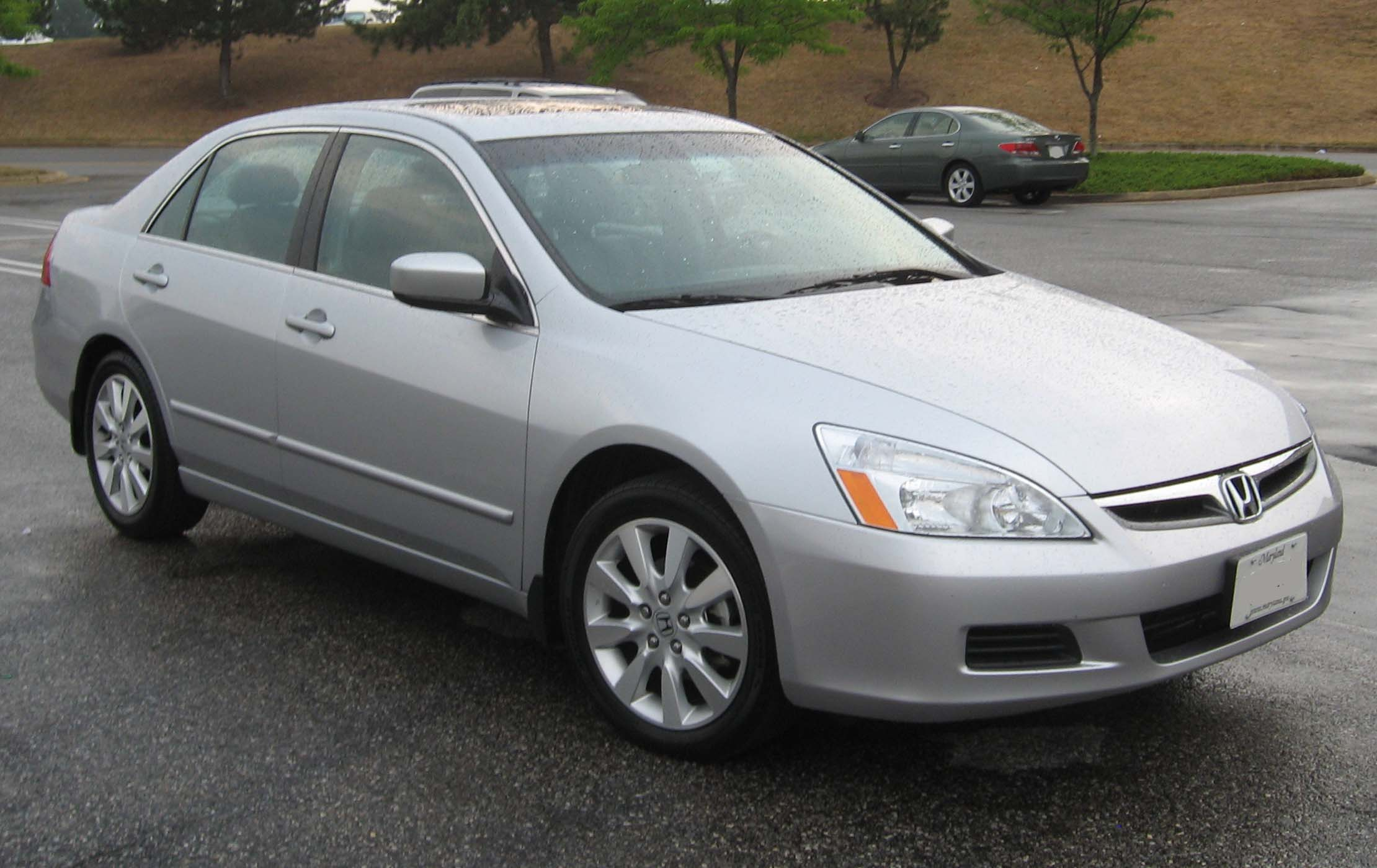
السيارة اليابانية العائلية سيدان، مصممة على معيار الحجم المتوسط، متوسطة الحجم، من نوع هوندا أكورد (أمريكا الشمالية الجيل السابع)

سيارة متوسطة الحجم، بالإنجليزية Mid-size car، يختلف حجمها حسب المعيار الأسترالي والأمريكي والأوروبي، وهي في الغالب تشير إلى السيارات العائلية ذات الحجم المتوسط.

## وصلات خارجية
وكالة حماية البيئة الأمريكية قوائم السيارات متوسطة الحجم
- 1985
- 1986
- 1987
- 1988
- 1989
- 1990
- 1991
- 1992
- 1993
- 1994
- 1995
- 1996
- 1997
- 1998
- 1999
- 2000
- 2001
- 2002
- 2003
- 2004
- 2005
- 2006
- 2007
- 2008
- 2009
- 2010
- 2011
- 2012
- 2013